# Bellville
Bellville este un oraș din provincia Western Cape, Africa de Sud.